# حلقي النونان
حلقي النونان (أو سيكلونونان) مركب عضوي من مجموعة الألكانات الحلقية الأليفاتية له الصيغة الكيميائية C9H18، ويكون على شكل سائل عديم اللون.

## الوفرة الطبيعية
يوجد حلقي النونان في النفط مثل باقي المركبات الأليفاتية الحلقية.

## الخواص
تتألف حلقة المركب من تسع ذرات من الكربون لا تكون على سوية واحدة، إنما يأخذ المركب عدة متصاوغات شكلية مختلفة. تبدي بنية حلقي النونان التواءً (انفتالاً) في البنية، كما هو الحال في الحلقات فردية العدد مثل حلقي الهبتان. تشير الحسابات النظرية أن المتصاوغ الشكلي [333] ذي التناظر D3 هو الشكل الأكثر ثباتاً.
يؤدي التسخين إلى درجات حرارة حوالي 400 °س بوجود حفاز من البالاديوم على الكربون إلى عملية نزع هيدروجين حيث يتشكل مركب Hydrindane (هيدريندان).

## اقرأ أيضاً
- مركب أليفاتي حلقي